# Campionato AMA/FIM Supercross 2014
Nel 2014 il Campionato AMA di supercross giunge alla sua settima stagione con titolazione mondiale e la quarantunesima dalla sua nascita. Il campione in carica è lo statunitense Ryan Villopoto, e tra gli sfidanti, oltre ai noti Ryan Dungey, David Millsaps, James Stewart e Justin Barcia approdano dalla 250 i giovani Eli Tomac e Ken Roczen.

## Supercross

### GP del 2014
|    | Stato      | Località        | Pista             | Data        |
| -- | ---------- | --------------- | ----------------- | ----------- |
| 1  | California | Anaheim I       | Angel Stadium     | 4 gennaio   |
| 2  | Arizona    | Phoenix         | Chase Field       | 11 gennaio  |
| 3  | California | Anaheim II      | Angel Stadium     | 18 gennaio  |
| 4  | California | Oakland         | O.Co Coliseum     | 25 gennaio  |
| 5  | California | Anaheim III     | Angel Stadium     | 1º febbraio |
| 6  | California | San Diego       | Qualcomm Stadium  | 8 febbraio  |
| 7  | Texas      | Arlington       | Cowboys Stadium   | 15 febbraio |
| 8  | Georgia    | Atlanta         | Georgia Dome      | 22 febbraio |
| 9  | Indiana    | Indianapolis    | Lucas Oil Stadium | 1º marzo    |
| 10 | Florida    | Daytona Beach   | Daytona Speedway  | 8 marzo     |
| 11 | Michigan   | Detroit         | Ford Field        | 15 marzo    |
| 12 | Canada     | Toronto         | Rogers Centre     | 22 marzo    |
| 13 | Missouri   | St. Louis       | Edward Jones Dome | 29 marzo    |
| 14 | Texas      | Houston         | Reliant Stadium   | 5 aprile    |
| 15 | Washington | Seattle         | CenturyLink Field | 12 aprile   |
| 16 | New Jersey | East Rutherford | MetLife Stadium   | 26 aprile   |
| 17 | Nevada     | Las Vegas       | Sam Boyd Stadium  | 3 maggio    |

### Principali piloti iscritti in 450
|     | Pilota            | Team                          | Moto     |
| --- | ----------------- | ----------------------------- | -------- |
| 1   | Ryan Villopoto    | Kawasaki Monster Energy       | KX-F 450 |
| 3   | Eli Tomac         | Honda GEICO                   | CRF 450R |
| 5   | Ryan Dungey       | KTM Red Bull                  | SX-F 450 |
| 7   | James Stewart     | Suzuki Yoshimura              | RM-Z 450 |
| 9   | Ivan Tedesco      | KTM Rockstars Energy Racing   | SX-F 450 |
| 10  | Justin Brayton    | Yamaha JGR Toyota             | YZ-F 450 |
| 12  | Jacop Weimer      | Kawasaki Monster Energy       | KX-F 450 |
| 18  | David Millsaps    | KTM Rockstars Energy Racing   | SX-F 450 |
| 20  | Broc Tickle       | Suzuki RCH Dodge Sycuan       | RM-Z 450 |
| 22  | Chad Reed         | Kawasaki Discount Tire Racing | KX-F 450 |
| 23  | William Hahn      | Honda GEICO                   | CRF 450R |
| 29  | Andrew Short      | KTM BTOSports                 | SX-F 450 |
| 33  | Joshua Grant      | Yamaha JGR Toyota             | YZ-F 450 |
| 38  | Phillip Nicoletti | Yamaha JGR Toyota             | YZ-F 450 |
| 41  | Trey Canard       | Honda Muscle Milk             | CRF 450R |
| 44  | Matthew Gorke     | KTM BTOSports                 | SX-F 450 |
| 51  | Justin Barcia     | Honda Muscle Milk             | CRF 450R |
| 75  | Joshua Hill       | Suzuki RCH Dodge Sycuan       | RM-Z 450 |
| 94  | Ken Roczen        | KTM Red Bull                  | SX-F 450 |
| 800 | Mike Alessi       | Suzuki MotoConcepts           | RM-Z 450 |

### Classifica 450 (TOP 15)
| Pos | Pilota         | Moto/Team                     | CA 1 | AZ 2 | CA 3 | CA 4 | CA 5 | CA 6 | TX 7 | GA 8 | IN 9 | FL 10 | MIC 11 | CAN 12 | MIS 13 | TX 14 | WH 15 | NJ 16 | NV 17 | Punti |
| --- | -------------- | ----------------------------- | ---- | ---- | ---- | ---- | ---- | ---- | ---- | ---- | ---- | ----- | ------ | ------ | ------ | ----- | ----- | ----- | ----- | ----- |
| 1   | Ryan Villopoto | Kawasaki Monster Energy       | 18   | 25   | 16   | 25   | 20   | 22   | 18   | 22   | 18   | 25    | 22     | 15     | 22     | 25    | 25    | 25    |       | 343   |
| 2   | Ryan Dungey    | KTM Red Bull                  | 22   | 20   | 15   | 18   | 1    | 18   | 22   | 20   | 25   | 20    | 20     | 20     | 12     | 14    | 20    | 15    |       | 282   |
| 3   | James Stewart  | Suzuki Yoshimura              | 4    | 18   | 22   | 22   | 14   | 25   | 25   | 10   | 14   | 3     | 25     | 25     | 25     | 16    | 22    | 1     |       | 271   |
| 4   | Ken Roczen     | KTM Red Bull                  | 25   | 15   | 20   | 15   | 22   | 20   | 15   | 25   | 1    | 22    | 1      | 16     | 18     | 20    | 14    | 16    |       | 265   |
| 4   | Justin Barcia  | Honda Muscle Milk             | 16   | 16   | 10   | 14   | 18   | 15   | 20   | NP   | NP   | 9     | 16     | 22     | 20     | 22    | 16    | 18    |       | 232   |
| 5   | Justin Brayton | Yamaha JGR Toyota             | 15   | 22   |      |      |      |      |      |      |      |       |        |        |        |       |       |       |       | 37    |
| 5   | Chad Reed      | Kawasaki Discount Tire Racing | 20   | 12   |      |      |      |      |      |      |      |       |        |        |        |       |       |       |       | 32    |
| 7   | Andrew Short   | KTM BTOSports                 | 12   | 14   |      |      |      |      |      |      |      |       |        |        |        |       |       |       |       | 26    |
| 8   | Broc Tickle    | Suzuki RCH Dodge Sycuan       | 13   | 13   |      |      |      |      |      |      |      |       |        |        |        |       |       |       |       | 26    |
| 10  | William Hahn   | Honda GEICO                   | 10   | 11   |      |      |      |      |      |      |      |       |        |        |        |       |       |       |       | 21    |
| 11  | Matt Moss      | Suzuki Yoshimura              | 8    | 10   |      |      |      |      |      |      |      |       |        |        |        |       |       |       |       | 18    |
| 12  | Joshua Grant   | Yamaha JGR Toyota             | 14   | NP   |      |      |      |      |      |      |      |       |        |        |        |       |       |       |       | 14    |
| 13  | Jacop Weimer   | Kawasaki Monster Energy       | 11   | 3    |      |      |      |      |      |      |      |       |        |        |        |       |       |       |       | 14    |
| 14  | Mike Alessi    | Suzuki MotoConcepts           | 9    | 4    |      |      |      |      |      |      |      |       |        |        |        |       |       |       |       | 13    |
| 15  | Ivan Tedesco   | KTM Rockstars Energy Racing   | 1    | 9    |      |      |      |      |      |      |      |       |        |        |        |       |       |       |       | 10    |